# Levi Lincoln
Pour les articles homonymes, voir Lincoln.
Levi Lincoln (15 mai 1749 - 14 avril 1820) est un homme politique américain.
Il est lieutenant-gouverneur du Massachusetts sous l'étiquette républicaine-démocrate de 1807 à 1809 et assuma les fonctions de Acting Governor à la mort du gouverneur James Sullivan en 1808.
Il est également procureur général des États-Unis sous l'administration Jefferson.